# Van Massow

Van Massow is een oud-adellijk geslacht uit Pommeren en later een Nederlandse familie waarvan een lid in 1817 werd ingelijfd in de Nederlandse adel.

## Geschiedenis
De stamreeks begint met Nikolaus von Massow auf Lantow die raad van de hertog van Pommeren was en in 1460 wordt vermeld. Een nakomeling van hem, Joachim Heinrich von Massow († 1708) trad in Statendienst. Een achterkleinzoon van hem, Godefridus van Massow (1761-1818) werd in 1817 ingelijfd in de Nederlandse adel.
Een zoon van de laatste, jhr. mr. Frederik van Massow (1798-1876) werd in 1822 toegestaan om binnen een jaar te bewijzen dat hij aanspraak had op de titel van baron. Toen dit geen positief resultaat opleverde, diende hij een verzoek tot royement voor hem en zijn afstammelingen in; dit werd hem bij koninklijke dispositie van 16 januari 1837 verleend.
Zeven jaar later werd aan de ongehuwde broer van Frederik, namelijk jhr. Gerlach Cornelis Johannes van Massow (1794-1852) de titel van baron op allen verleend.

## Enkele telgen
Joachim Heinrich von Massow († 1708), majoor in Statendienst
- Gerlach Cornelis Johannes van Massow († 1758), generaal-majoor in Statendienst
  - Hendrik Johannes van Massow (1727-1789), ritmeester in Statendienst
    - jhr. Godefridus van Massow (1761-1818), onderkoopman VOC, raad van Leiden, in 1817 ingelijfd in de Nederlandse adel
      - jkvr. Wilhelmina Elisabeth van Massow (1793-1882); trouwde in 1824 met Adolf Frederik Lodewijk graaf van Rechteren Limpurg, heer van Almelo, Vriezenveen, Rechteren en Verborg (1793-1851), lid provinciale staten van Overijssel, kamerheer
      - mr. Gerlach Cornelis Johannes baron van Massow (1794-1852), hoogheemraad van Rijnland, raad van Leiden, verkreeg in 1844 de titel van baron op allen
      - (jhr.) mr. Frederik van Massow (1798-1876), in 1837 geroyeerd uit de Nederlandse adel
        - (jkvr.) Petronella Adriana van Massow (1834-1909), laatste telg van het Nederlandse adellijke geslacht; trouwde in 1862 met Alfred Edouard Agenor graaf van Bylandt (1829-1890), kamerheer